# No voy a llorar
«No voy a llorar» es una canción interpretada por la cantante española Mónica Naranjo. Fue escrita por ella misma con la ayuda de John Reid y Cliff Masterson. Está producida por Eliot Kennedy, Gary Barlow y Tim Woodcock. No voy a llorar fue lanzada el 6 de mayo de 2002 como el tercer sencillo de su cuarto álbum de estudio Chicas malas, lanzado en 2001.

## Créditos
- Voz principal: Mónica Naranjo.
- Compuesta por: Mónica Naranjo, John Reid, Cliff Masterson
- Adaptada por: Manny Benito
- Producida y arreglada por: Eliot Kennedy, Gary Barlow, Tim Woodcock para  Steelworks/True North Music Company
- Programación e instrumentos por: Eliot Kennedy, Gary Barlow, Tim Woodcock .
- Coros por: Mónica Naranjo, Giulia Fasolino, Emanuela Cortesi y Sheilah Cuffy
- Grabada en 2001 por: Eliot Kennedy, Gary Barlow, Tim Woodcock asistidos por Ben Coombs en True North West Studios, Sheffield (Reino Unido); por Marc Blanes en Casablanca Studios, Barcelona (España) y por Mauri Tonelli en Aurha Recording Studios, Barcelona (España).
- Mezclada por: Eliot Kennedy, Gary Barlow, Tim Woodcock en True North West Studios, Sheffield (Reino Unido).

## Versiones y remixes

### Estudio
- Álbum Versión — 04:00

### Remixes
- Steelworks Mix Radio Edit  — 4:01
- Steelworks Mix — 5:54
- Steelworks Mix Alternative Intro — 5:49
- La Fabrique Du Son Weekend Remix — 7:48
- La Fabrique Du Son Weekend Dub Mix - 6:34
- Wally López & Dr. Kucho Weekend Remix - 7:41

## Formatos
| Promo CD-Single (SAMPCS 10906) 1. "No Voy A Llorar" [Album Version] — 4:00 Promo Remixes-CD (PRCD 98550) 1. "No Voy A Llorar" [Steelworks Mix Radio Edit] — 4:01 2. "No Voy A Llorar" [Steelworks Mix] — 5:54 3. "No Voy A Llorar" [Steelworks Mix Alternative Intro] — 5:49 4. "No Voy A Llorar" [La Fabrique Du Son Weekend Remix] — 7:48 5. "No Voy A Llorar" [Wally López & Dr. Kucho Weekend Remix] — 7:41 6. "No Voy A Llorar" [La Fabrique Du Son Weekend Dub Mix] — 6:34 7. "No Voy A Llorar" [Album Version] — 4:00 8. "Sacrificio" [Album Version] — 4:18 | Remixes Maxi-CD (EPC 672245 2) 1. "No Voy A Llorar" [Steelworks Mix Radio Edit] — 4:01 2. "No Voy A Llorar" [Steelworks Mix] — 5:54 3. "No Voy A Llorar" [Steelworks Mix Alternative Intro] — 5:49 4. "No Voy A Llorar" [La Fabrique Du Son Weekend Remix] — 7:48 5. "No Voy A Llorar" [Wally López & Dr. Kucho Weekend Remix] — 7:41 6. "No Voy A Llorar" [La Fabrique Du Son Weekend Dub Mix] — 6:34 7. "No Voy A Llorar" [Album Version] — 4:00 8. "Sacrificio" [Album Version] — 4:18 Vinilo (EPC 671755 6) 1. "No Voy A Llorar" [La Fabrique Du Son Weekend Remix] — 7:48 2. "No Voy A Llorar" [Wally López & Dr. Kucho Weekend Remix] — 7:41 3. "No Voy A Llorar" [La Fabrique Du Son Weekend Dub Mix] — 6:34 |

## Trayectoria en las listas
| Posición | 4 | 4 | 10 | 14 | 17 |

| Ventas | 4528 | 1264 | 5792 |